# Sylvia of Hollywood
Sylvia Ulback (Oslo, 6 de abril de 1881 - Santa Mónica, 2 de marzo de 1975), más conocida como Sylvia of Hollywood, fue una gurú de la forma física en el Hollywood temprano. Entre 1926 y 1932, "Madame Sylvia", como también era conocida, se especializó en mantener a las estrellas de cine listas para la cámara mediante rigurosos masajes, dieta y ejercicio.

## Primeros años
Sylvia nació Synnøve Johanne Waaler (o Wilhelmsen) en Cristianía, la capital de Noruega (actualmente, Oslo). Su madre, Amelia Wilhelmsen, era cantante de ópera, y su padre, Oscar Waaler, un artista.
Al prohibirle sus padres ser doctora, Sylvia comenzó a trabajar como enfermera con 16 años. Después de estudiar masoterapia, abrió una oficina en Bremen, Alemania con 18 años. Sylvia y su primer marido Andrew Ulback, un comerciante de la madera, llegaron a Norteamérica – primero a Nueva York y después a Chicago – en 1921 o 1922 después de que su marido perdiera su negocio durante la guerra. 
En 1926, Sylvia, su marido y sus dos hijos se mudaron a Hollywood, aparentemente por la salud de Andrew. (Ella evitó usar su nombre de casada (Ulback o Ullback), por ello sus varias ortografías en referencias contemporáneas como Ulbeck, y Ulvert)

## Tratamientos
Sylvia declaró que en 1921 pesaba 70 kilos midiendo 1,52 m y parecía una esposa noruega obediente. Pero al ver a su marido, Andrew, coqueteando con su esbelta taquígrafa Sylvia empezó a estudiar métodos de reducción de volumen. Aseguró haber bajado hasta los 44 kilos, combinando su conocimiento de dietas con su formación en masaje. Aplicó estas habilidades a una lista creciente de clientes, que incluía socialités y otros en el ojo público.
Promoviendo un enfoque triple de masaje, ejercicio y dieta, las técnicas estrictas de Sylvia, a menudo dolorosas pero aparentemente eficaces - que se decía "exprimían la grasa"' - se introdujeron en Hollywood. Su nombre se asoció popularmente en la Meca del Cine con adelgazamiento, particularmente en lo que respecta al masaje, que entonces era visto como una manera de perder peso. Sus métodos globales son ridículos para los lectores modernos pero sus sugerencias de mantenerse activo, ser disciplinado y comer sabiamente siguen siendo válidos.

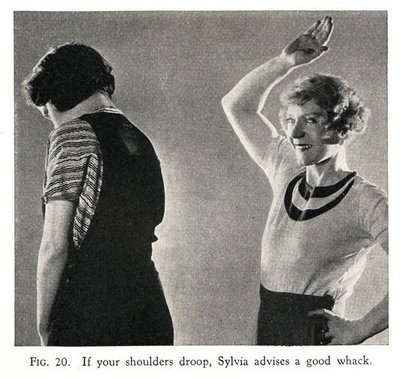
Sylvia of Hollywood (derecha) en la página 67 de su libro superventas No More alibis.(Photoplay Publishing Chicago editorial, 1934), fotógrafo sin acreditar.

El primer cliente de Sylvia en Chicago fue Julius Rosenwald (o de hecho la abuela de Rosenwald) que la presentó a otros clientes ricos.
Su primer cliente en Hollywood fue Marie Dressler en 1925. En 1930, Sylvia trabajaba en el estudio Pathé por 750 dólares a la semana.
Ese mismo año, fue contratada por Joseph Kennedy para su amante Gloria Swanson, quien se entusiasmó con los milagros que Sylvia hizo en su cuerpo.

## Hollywood Undressed
En 1932, Sylvia expuso las debilidades del sistema de Hollywood y su ilustre clientela en el libro Hollywood Undressed: Observations of Sylvia as Noted by Her Secretary (1931). Aunque se decía que había sido escrito por la secretaria de Sylvia, el divertido libro, lleno de chismes y lenguaje vulgar contemporáneo, fue escrito en realidad por el periodista y guionista James Whittaker, el primer marido de Ina Claire.
Hollywood Undressed reveló detalles íntimos de la famosa clientela de Hollywood de Sylvia que incluía a Jean Harlow, Marie Dressler, Mae Murray, Alice White, Bebe Daniels, Mary Duncan, Ramón Novarro, Ruth Chatterton, Ann Harding, Norma Talmadge, Grace Moore, Constance Bennett, Gloria Swanson, Nella Webb, F.W. Murnau, Elsie Janis, Ernest Torrence, Lawrence Tibbett, Laura Hope Crews, Ronald Colman, Constance Cummings, Ina Claire, John Gilbert, Carmel Myers, Helen Twelvetrees, Carole Lombard, Ilka Chase, Dorothy Mackaill, Pepi Lederer, Marion Davies, Neil Hamilton, Alan Hale, Sr. y Vivienne Segal.
De Hollywood Undressed, Louella Parsons escribió: "Quizás nadie ha jugado nunca en Hollywood un truco más mezquino que el de la mujer que vino aquí y ganó su dinero cuidando de las estrellas y luego se dio la vuelta y escribió los artículos más crueles sobre ellas. (El libro desde entonces ha sido republicado por Kessinger Publishing LLC con una versión en tapa blanda el 1 de marzo de 2007 y una edición en tapa dura publicada el 13 de junio de 2008).)

A pesar de las repercusiones de Hollywood Undressed, Sylvia continuó dando su opinión sobre Hollywood y sus habitantes, con la confianza de que sus clientes la necesitaban más de lo que ella les necesitaba a ellos:
"Me encantan y lo siento por ellos. Nunca volveré. Hay demasiado clamor. Te encoges y obtienes una visión falsa de la vida. Las únicas personas inteligentes que hay se esconden en sus conchas. Gloria Swanson es muy infantil.  Tiene todas las características de una niña traviesa — y todo el encanto que la acompaña. Cuando le daba sus tratamientos, gritaba y chillaba como una loca.  Una vez se metió debajo de la cama y no quería salir. Me hizo muecas y la perseguí por toda la casa... Ann Harding es una de los más inteligentes de Hollywood. Tiene un cerebro como un hombre y trabaja como un hombre. Naturalmente, es un poco descuidada con su aspecto, como la gran Maude Adams, pero me encanta. Norma Shearer y Marie Dressler son mis favoritas. Ninguna de las dos habla sucio. Nunca les he oído criticar a nadie."
El 23 de mayo de 1931, Sylvia se dirigió al este de Nueva York con la escritora Ursula Parrott. En 1933, había abandonado Hollywood completamente para centrarse en Nueva York y una audiencia más amplia. Desde allí, donde continuó su carrera editorial, pudo alcanzar notoriedad de costa a costa. Sus artículos así como las noticias sobre ella, llegaban a los periódicos de todo el país.

## Libros posteriores
Sylvia escribió tres libros sobre salud, apariencia y belleza: No More Alibis (1934) Photoplay Publishing, Chicago, Pull Yourself Together Baby ilustrado con historietas de Paki (1936) Macfadden, Nueva York y Streamline Your Figure (1939), Macfadden, Nueva York.
Con un precio de un dólar el ejemplar, No More Alibis ocupó el sexto puesto de la lista de libros más vendidos del 19 de agosto al 17 de septiembre de 1936.

## Noticiario y radio
Retransmitido entre 1933 y 1936, el programa radiofónico de Sylvia, Mme. Sylvia, era una trasmisión de 15 minutos sobre belleza y celebridades patrocinada por Ry-Krisp; retransmitido para todo Estados Unidos, su programa comenzaba a las 7:30 pm en las emisoras KGO y KFI. El 3 de octubre de 1932, la invitada de Sylvia fue Glenda Farrell, y el 17 de octubre lo fue Grace Moore .

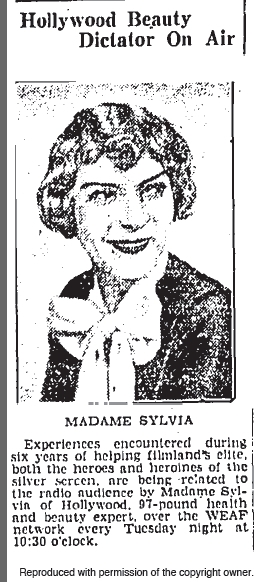
Anuncio de Madame Sylvia of Hollywood,en el The Hartford Courant, el 22 de octubre de 1933, fotógrafo sin acreditar. (Utilizado con permiso del Courant).

Además de retrasmitirse en numerosas emisoras, acabó formando parte de las campañas publicitarias de su patrocinador Ry-Krisp.
En 1933, su programa incluía sketchs dramáticos sobre estrellas de cine, p. ej. Dolores del Río e Irene Dunne, uno de los cuales terminaría en demanda al ser denunciado por Ginger Rogers en 1934 (véase más abajo).
En 1948, Sylvia fue nombrada "Fenómeno radiofónico de los años 30" en Radio & TV Life, afirmando que "había hecho que la nación fuera consciente de la figura a través de sus programas radiofónicos."
No se conocen grabaciones supervivientes de los programas radiofónicos de Sylvia.
No se conocen tampoco copias supervivientes del noticiero de Fox Movietone de Sylvia, titulado Sylvia the Hollywood Masseur (sic), estrenado el 6 de abril de 1932, aunque figura como archivado. Imágenes de Pathé sobre Sylvia tituladas, ? Keeps Movie Stars In Shape, datadas el 16 de enero de 1932, parecen haber sido perdidas o destruidas, aunque también aparecen descritas y catalogadas en los archivos.

## Columna enPhotoplay
Sylvia tuvo una columna en la revista Photoplay, cubriendo consejos de belleza, asuntos de belleza de las estrellas y finalmente soluciones a los problemas de los lectores. La columna empezó en febrero de 1932 y pasó por varios cambios de editorial durante los siguientes cuatro años.

## Demandas
La actriz de vodevil y cine Mae Murray perdió una demanda ante Sylvia, que le reclamaba 2.125 dólares impagos por seis meses de masajes y cuidados mientras la artista estaba en una gira de vodevil en 1927.
En 1934, Sylvia negó tener conocimiento de los acontecimientos que causaron una demanda en su contra de parte de Ginger Rogers, que reclamó que no estaba en el programa de Sylvia cuando supuestamente la estaba entrevistando.
Rogers ganó el pleito, y llegó a un acuerdo extrajudicial.

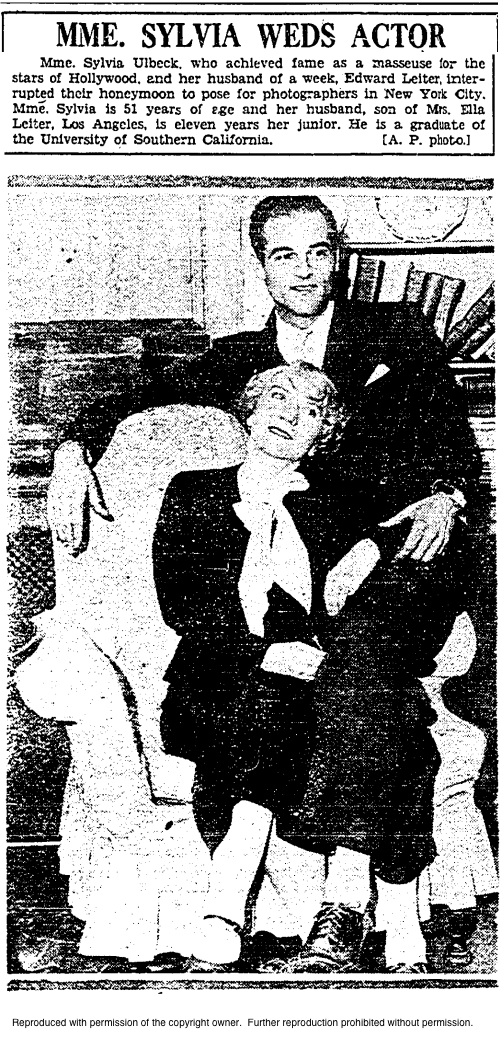
"Sylvia Ulbeck se casa con Edward Leiter".(Los Ángeles Times, 11 de julio de 1932 (A. P. Foto))

## Matrimonios e hijos
En 1903, Sylvia se casó con Andrew Ulback (nacido en Dinamarca el 29 de noviembre de 1880). La pareja tuvo dos hijos: Edward (conocido como Eyolf) Ulback (2 de diciembre de 1903 - 22 de febrero de 1997) y Finn Ulback (24 de agosto de 1908 - 29 de diciembre de 1969). Sylvia, Andrew y sus hijos emigraron a los EE. UU. en 1921. En 1930, Andrew tenía una carrera como fabricante de cremas cosméticas.
Según el censo de 1930, ambos hijos trabajaban en estudios de cine: Edward como trabajador de servicios públicos y Finn como cortador de películas y más tarde como editor de efectos de sonido para televisión, incluyendo la popular serie Combat!. Ambos hijos se alistaron como soldados en la Segunda Guerra Mundial. Edward Ulback se convirtió en un historiador clásico/bíblico, incluido como un autor en varios artículos de revistas de 1932 a 1946. Aunque Finn se casó, ninguno de los hijos de Sylvia tuvo hijos.
El 27 de junio de 1932, Sylvia y Andrew se divorciaron en México. Andrew murió el 26 de septiembre de 1948, en Los Ángeles.
El 1 de julio de 1932, Sylvia se casó con Edward Leiter (nacido el 7 de septiembre de 1903 en San Francisco), durante una tormenta en Egremont, Massachusetts. Edward Leiter era hijo de la señora Ella Leiter de Los Ángeles y sobrino de Joseph Leiter, financiero de Chicago. Graduado de la Universidad del Sur de California, había actuado en varias producciones teatrales y había estudiado en Budapest y Viena.

## Últimos años y muerte
Después de 1939, Sylvia se retiró de los medios de comunicación y acabó siendo olvidada. Sylvia y su marido Edward murieron con solo un mes de diferencia en Santa Mónica, California, con Edward falleciendo en febrero de 1975 y Sylvia en marzo de 1975.
Sylvia fue incinerada en el crematorio del Odd Fellows Cemetery & Crematory en Los Ángeles. Sus cenizas fueron esparcidas en el mar. Al momento de su muerte, su profesión figuraba como ama de casa durante 60 años.

## Redescubrimiento
Un documental radiofónico sobre ella titulado Svelte Sylvia & The Hollywood Trimsters, fue retransmitido el 26 de agosto de 2010 en BBC Radio 4
En 2012 se completó un proyecto digital de historia que exploraba sobre Sylvia y la cultura física en los años 1920 y 1930.